# Tegetthoffov spomenik, Maribor
Tegetthoffov spomenik je spomenik admiralu Wilhelmu von Tegetthoffu, ki se danes nahaja v Pokrajinskem muzeju v Mariboru.
Prvotno je bil spomenik postavljen pred Prvo gimnazijo, kjer danes stoji spomenik Rudolfu Maistru. Leta 1883 so ga na pobudo tedanjega župana Matije Reiserja postavili na Tappeinerjev trg. Leta 1899 je mestni svet sklenil, da trg poimenujejo Tegetthoffov trg.
Po razpadu Avstro-Ogrske so Tegetthoffov kip leta 1919 odstranili s trga in ga shranili v Pokrajinskem muzeju, podstavek kipa pa so odstranili s trga. 